# Brennelemente-Zwischenlager Grafenrheinfeld
Das Brennelemente-Zwischenlager Grafenrheinfeld (BZR; ehemals Standort-Zwischenlager Grafenrheinfeld [KGG-ZL]) ist ein Lager für hochradioaktive Abfälle am Standort des Kernkraftwerks Grafenrheinfeld.

## Geschichte
Die Genehmigung für das BZR wurde 2000 beantragt und erfolgte am 12. Februar 2003. Das Lager wurde am 27. Februar 2006 mit der Einlagerung des ersten beladenen Behälters vom Typ CASTOR V/19 in Betrieb genommen. Somit läuft die auf 40 Jahre befristete Genehmigung im Jahr 2046 aus.
Seit dem 1. Januar 2019 ist die BGZ Gesellschaft für Zwischenlagerung die Betreibergesellschaft des BZR.

## Daten
Das nach dem WTI-Konzept gebaute Lagergebäude hat eine Länge von ca. 62 m, ist ca. 38 m breit und ca. 18 m hoch. Es ist in zwei Lager- und zwei Verladebereiche sowie einen Betriebsbereich aufgeteilt. Die zwei Lagerbereiche haben eine Kapazität von 40 bzw. 48 Stellplätzen. Aktuell lagern 54 Behälter vom Typ CASTOR V/19 (Stand 28. Februar 2024). Das radioaktive Inventar der Behälter besteht ausschließlich aus abgebranntem Kernbrennstoff in Form von bestrahlten Uran-Brennelementen und bestrahlten Mischoxid-Brennelementen aus dem Kernkraftwerk Grafenrheinfeld.
Die genehmigten Maximalwerte für das Inventar des Lagers betragen 800 MgSM, eine maximale Wärmeleistung von 3,5 MW sowie ein maximales Aktivitätsinventar von 5,0 × 1019 Bq.

## Zwischenfälle
Mit Stand vom 31. Dezember 2023 gab es im Brennelemente-Zwischenlager noch keine meldepflichtigen Ereignisse gemäß Atomrechtlicher Sicherheitsbeauftragten- und Meldeverordnung.